# Шотландский Чемпионшип
Шотландский Чемпионшип (англ. Scottish Championship) — второй уровень Шотландской профессиональной футбольной лиги, основанной в 2013 году, слиянием Шотландской Премьер-лиги и Футбольной Лиги Шотландии. Эквивалент бывшего Первого дивизиона ШФЛ.

## Формат соревнования
Команды получают 3 очка за победу и 1 очко за ничью. В случае поражения баллы не начисляются. В случае, когда несколько команд набрали одинаковое количество очков учитывается сначала разница забитых и пропущенных мячей, а затем количество забитых мячей. В конце каждого сезона клуб с наибольшим количеством очков объявляется победителем первенства. Если количество набранных очков в нескольких команд равное, то разница мячей, а при одинаковой разности, количество забитых мячей определяют победителя. Команда, занявшая первое место по итогам сезона делегируется в Премьершип, а команды занявшие третье и четвёртое место играют между собой, победитель этой пары встречается с командой, занявшей второе место, победитель же этой встречи играет плей-офф с командой, занявшей 11-е место в Премьершипе. Команда, занявшая 10-е место понижается в Лигу 1, а занявшая 9-е играет в плей-офф за возможность остаться в Чемпионшипе с победителем стыковых матчей второй, третьей и четвёртой команд Первой лиги.

## Команды лиги в сезоне 2023/24
Клуб играл в прошлом сезоне в Премьершипе Клуб играл в прошлом сезоне в Чемпионшипе Клуб играл в прошлом сезоне в Первой лиге
| Команда            | Город      | Стадион                | Главный тренер | Место в прошлом сезоне | Первый сезон на втором уровне | Последняя победа на втором уровне |
| ------------------ | ---------- | ---------------------- | -------------- | ---------------------- | ----------------------------- | --------------------------------- |
| Арброт             | Арброт     | Гейфилд Парк (6600)    | Дик Кэмпбелл   | 8                      | 1921/20                       | —                                 |
| Данди Юнайтед      | Данди      | Таннадайс Парк (14223) | Джим Гудвин    | 12                     | 2010/11                       | 2019/20                           |
| Данфермлин Атлетик | Данфермлин | Ист Энд Парк (11904)   | Джеймс Макпейк | 1                      | 1912/13                       | 2010/11                           |
| Гринок Мортон      | Гринок     | Кэппилоу (11589)       | Дуги Имри      | 5                      | 1893/94                       | 1986/87                           |
| Куинз Парк         | Глазго     | Очилвью Парк (3746)    | Робин Велдман  | 3                      | 1922/23                       | 1955/56                           |
| Партик Тисл        | Глазго     | Фирхилл (10102)        | Крис Дулан     | 4                      | 1893/94                       | 2012/13                           |
| Рэйт Роверс        | Керколди   | Старкс Парк (8867)     | Иэн Мюррей     | 7                      | 1902/03                       | 1994/95                           |
| Инвернесс Тисл     | Инвернесс  | Каледониан (7512)      | Билли Доддс    | 6                      | 1999/00                       | 2009/10                           |
| Эйрдрионианс       | Эрдри      | Эксельсиор (10101)     | Рис Маккейб    | 3                      | 2004/05                       | —                                 |
| Эр Юнайтед         | Эйр        | Сомерсет Парк (10185)  | Ли Буллен      | 2                      | 1910/11                       | 1965/66                           |

## История
| Сезон   | Чемпион           | Вице-чемпион              | Третье место              | Бомбардиры                                                  | Бомбардиры |
| Сезон   | Чемпион           | Вице-чемпион              | Третье место              | Игрок                                                       | Голы       |
| ------- | ----------------- | ------------------------- | ------------------------- | ----------------------------------------------------------- | ---------- |
| 2013/14 | Данди             | Гамильтон Академикал      | Фалкирк                   | Рори Лой (Фалкирк)                                          | 20         |
| 2014/15 | Харт оф Мидлотиан | Хиберниан                 | Рейнджерс                 | Джейсон Каммингс (Хиберниан)                                | 18         |
| 2015/16 | Рейнджерс         | Фалкирк                   | Хиберниан                 | Мартин Вагхорн (Рейнджерс)                                  | 20         |
| 2016/17 | Хиберниан         | Фалкирк                   | Данди Юнайтед             | Джейсон Каммингс (Хиберниан) Стивен Добби (Куин оф зе Саут) | 19         |
| 2017/18 | Сент-Миррен       | Ливингстон                | Данди Юнайтед             | Стивен Добби (Куин оф зе Саут)                              | 18         |
| 2018/19 | Росс Каунти       | Данди Юнайтед             | Инвернесс Каледониан Тисл | Лоуренс Шанкленд (Эр Юнайтед)                               | 24         |
| 2019/20 | Данди Юнайтед     | Инвернесс Каледониан Тисл | Данди                     | Лоуренс Шанкленд (Данди Юнайтед)                            | 24         |
| 2020/21 | Харт оф Мидлотиан | Данди                     | Рэйт Роверс               | Лиам Бойс (Хартс)                                           | 14         |
| 2021/22 | Килмарнок         | Арброт                    | Инвернесс                 | Майкл Маккена (Арброт)                                      | 15         |
| 2022/23 | Данди             | Эр Юнайтед                | Куинз Парк                | Дипо Акиеними (Эр Юнайтед)                                  | 20         |
| 2023/24 | Данди Юнайтед     | Рэйт Роверс               | Партик Тисл               | Брайан Грэм (Партик Тисл)                                   | 20         |

Источник: Championship archive

## Индивидуальные награды
| Сезон   | Игрок года (версия ПФА)                           | Игрок года (версия ШПФЛ)                          | Тренер года                                       |
| ------- | ------------------------------------------------- | ------------------------------------------------- | ------------------------------------------------- |
| 2013/14 | Кейн Хеммингс (Кауденбит)                         | Награда не вручалась                              | Награда не вручалась                              |
| 2014/15 | Скотт Аллан (Хиберниан)                           | Награда не вручалась                              | Награда не вручалась                              |
| 2015/16 | Ли Уоллес (Рейнджерс)                             | Джон Макгинн (Хиберниан)                          | Питер Хьюстон (Фалкирк)                           |
| 2016/17 | Джон Макгинн (Хиберниан)                          | Джон Макгинн (Хиберниан)                          | Джим Даффи (Гринок Мортон)                        |
| 2017/18 | Льюис Морган (Сент-Миррен)                        | Льюис Морган (Сент-Миррен)                        | Джек Росс (Сент-Миррен)                           |
| 2018/19 | Стивен Добби (Куин оф зе Саут)                    | Стивен Добби (Куин оф зе Саут)                    | Стив Фергюссон и Стюарт Кеттлевелл (Росс Каунти)  |
| 2019/20 | Награда не вручалась в связи с пандемией COVID-19 | Награда не вручалась в связи с пандемией COVID-19 | Награда не вручалась в связи с пандемией COVID-19 |
| 2020/21 | Лиам Бойс (Эр Юнайтед)                            | Чарли Адам (Данди)                                | Джеймс Макпейк (Данди)                            |
| 2021/22 | Майкл Маккена (Арброт)                            | Майкл Маккена (Арброт)                            | Дик Кэмпбелл (Арброт)                             |
| 2022/23 | Дипо Акиеними (Эр Юнайтед)                        | Дипо Акиеними (Эр Юнайтед)                        | Гари Бауэр (Данди)                                |
| 2023/24 | Брайан Грэм (Партик Тисл)                         | Льюис Моулт (Данди Юнайтед)                       | Джим Гудвин (Данди Юнайтед)                       |

## Рекорды

### Командные
- Самая крупная домашняя победа: 10-0 — «Хартс» против «Кауденбита» 28 февраля 2015 г.[5]
- Самая крупная выездная победа: 6-0 — «Рейнджерс» против «Дамбартона» 2 января 2016 г. и «Куинз парк» против «Коув Рейнджерс» 7 января 2023 г.[6]
- Самый результативный матч: 10-2 — «Гамильтон» против «Гринок Мортон» 3 мая 2014 г.[6]
- Наибольшее количество очков за сезон: 91 — «Хартс» в сезоне 2014/15[7]
- Наименьшее количество очков за сезон: 4 — «Брикин» в сезоне 2017/18[8]
- Наибольшее количество голов за сезон: 96 — «Хартс» в сезоне 2014/15[7]
- Наименьшее количество голов за сезон: 20 — «Брикин» в сезоне 2017/18[8]
- Наименьшее количество пропущенных голов за сезон: 25 — «Хиберниан» в сезоне 2016/17[9][10]
- Наибольшее количество пропущенных голов за сезон: 90 — «Брикин» в сезоне 2017/18[8]
- Самая высокая посещаемость: 50348 — «Рейнджерс» против «Аллоа Атлетик» 23 апреля 2016 г.
- Самая низкая посещаемость: 318 — «Кауденбит» против «Гринок Мортон» 25 марта 2014 г.
- Лучшая средняя посещаемость: 7573 — в сезоне 2014/15[11]
- Больше всего матчей в лиге: 307 — «Куин оф зе Саут»[12]

### Индивидуальные
В данный момент играет в лиге
|   | Игрок            | Клубы                                                | Голы | Матчи |
| - | ---------------- | ---------------------------------------------------- | ---- | ----- |
| 1 | Стивен Добби     | Куин оф зе Саут                                      | 68   | 138   |
| 2 | Джейсон Каммингс | Хиберниан, Данди                                     | 63   | 112   |
| 3 | Лоуренс Шенклед  | Сент-Миррен, Гринок Мортон, Эр Юнайтед Данди Юнайтед | 62   | 120   |
| 4 | Брайан Грэм      | Хиберниан, Росс Каунти, Партик Тисл                  | 61   | 159   |
|   | Ники Кларк       | Рейнджерс, Данфермлин, Данди Юнайтед                 | 54   | 160   |

Источник: Transfermarkt 
- Самый молодой автор гола: 16 лет 3 мес. и 13 дней — Крейг Уайтон («Данди») 9 ноября 2013 г. в матче против «Рейт Роверс»[13]
- Самый возрастной автор гола: 40 лет и 19 дней — Кенни Миллер («Партик Тисл») 11 января 2020 г. против «Данди Юнайтед»[14]

|   | Игрок         | Клубы                                                        | Матчи | Голы |
| - | ------------- | ------------------------------------------------------------ | ----- | ---- |
| 1 | Аарон Мёрхэд  | Фолкерк, Эр Юнайтед, Партик Тисл                             | 257   | 21   |
| 2 | Дерек Гастон  | Гринок Мортон, Арброт                                        | 253   | 0    |
| 3 | Джек Бэйрд    | Сент-Миррен, Гринок Мортон, Эр Юнайтед                       | 230   | 17   |
| 4 | Кайл Джейкобс | Ливингстон, Куин оф зе Саут, Гринок Мортон                   | 229   | 12   |
| 5 | Сэм Стэнтон   | Хиберниан, Ливингстон, Дамбартон, Данди Юнайтед, Рэйт Роверс | 222   | 26   |

Источник: Transfermarkt,